# Детројт (Канзас)
Детројт (енгл. Detroit) насељено је место без административног статуса у америчкој савезној држави Канзас.

## Демографија
По попису из 2010. године број становника је 114.
| Група             | 2000.    | 2010.       |
| Белци             | 0 (0,0%) | 104 (91,2%) |
| Афроамериканци    | 0 (0,0%) | 2 (1,8%)    |
| Азијати           | 0 (0,0%) | 1 (0,9%)    |
| Хиспаноамериканци | 0 (0,0%) | 2 (1,8%)    |
| Укупно            | 0        | 114         |